# Морозко, Евгений Георгиевич
Евге́ний Гео́ргиевич Моро́зко (укр. Євгеній Георгійович Морозко; род. 15 февраля 1993, Киев) — украинский футболист, защитник клуба «Кудровка».

## Биография
Родился 15 февраля 1993 года в Киеве. Отец — Георгий Анатольевич Морозко в советское время выступал за любительский клуб «Большевик». В 2000 году отец отдал своего сына в футбольную академию киевского «Динамо», где Евгений занимался под руководством Юрия Ястребинского, Виталия Хмельницкого и Евгения Рудакова. В динамовской академии Морозко тренировался вместе с Евгением Волынцом. Из-за маленького роста Морозко был отчислен из «Динамо». После этого, он занимался в молодёжной команде «Киев», а позднее в столичном «Арсенале», куда перешёл вместе с Юрием Яковенко. В «Арсенале» тренировался под руководством Андрея Костенко. В детско-юношеской футбольной лиге Украины выступал за киевские клубы «Арсенал» (2008; 2009—2010) и «Атлет» (2009).
В начале 2011 года по приглашению Виктора Ищенко стал игроком дублирующего состава киевского «Арсенала», выступавшего в молодёжном первенстве Украины. В январе 2012 года перешёл в «Севастополь-2», где в течение года играл во Второй лиге Украины. В 2012 году в составе команды играл на Кубке Крымтеплицы, Мемориале Юрковского и турнире «Крымский подснежник».
Вернувшись в Киев, присоединился к «Диназу», выступавшему в чемпионате Киевской области. В январе 2014 года находился на просмотре в «УкрАгроКоме».
В 2015 году по приглашению Руслан Костишина перешёл в «Колос» из Ковалёвки, который выступал в любительском чемпионате Украины. В январе 2015 года вместе с командой стал победителем Мемориала Макарова. В сезоне 2015/16 клуб стартовал во Второй лиге Украины и с первого раза добился выхода в Первую лигу Украины. В 2017 и 2018 года вновь побеждал на Мемориале Макарова.
В сезоне 2018/19 команда заняла второе место в Первой лиге, в стыковых матчах обыграв одесский «Черноморец», и получила право впервые сыграть в Премьер-лиге Украины. Дебют в Премьер-лиге для Морозко состоялся 30 июля 2019 года в матче против «Мариуполя» (2:1). По итогам августа 2019 года Морозко был признан болельщиками лучшим игроком «Колоса», а по итогам первой половины сезона его гол в ворота «Днепра-1» был признан болельщиками лучшим. В сезоне 2019/20 команда заняла шестое место в чемпионате и получила право выступать в квалификации Лиги Европы. В июле 2020 года Морозко продлил контракт с клубом. В еврокубках «Колос» вначале обыграл греческий «Арис» (2:1), а в следующем раунде уступил хорватской «Риеке» (0:2).
Зимой 2021 года на сборах команды в Турции Морозко получил травму. В феврале 2021 года ему была проведена операция на боковой связке колена. Вновь к тренировкам футболист смог приступить лишь в августе 2021 года. 31 августа 2021 года стало известно, что Морозко перешёл на правах аренды в перволиговое «Полесье».

## Достижения
«Колос»
- Серебряный призёр Первой лиги Украины: 2018/19
- Победитель Второй лиги Украины: 2015/16

«Полесье» (Житомир)
- Победитель Первой лиги Украины: 2022/23

## Статистика
| Сезон   | Клуб              | Лига                 | Чемпионат | Чемпионат | Кубок | Кубок | Еврокубки | Еврокубки | U-21 | U-21 |
| Сезон   | Клуб              | Лига                 | Игры      | Голы      | Игры  | Голы  | Игры      | Голы      | Игры | Голы |
| ------- | ----------------- | -------------------- | --------- | --------- | ----- | ----- | --------- | --------- | ---- | ---- |
| 2010/11 | Арсенал (Киев)    | Премьер-лига Украины |           |           |       |       |           |           | 1    | 0    |
| 2011/12 | Севастополь-2     | Вторая лига Украины  | 6         | 0         |       |       |           |           |      |      |
| 2012/13 | Севастополь-2     | Вторая лига Украины  | 11        | 0         |       |       |           |           |      |      |
| 2015/16 | Колос (Ковелёвка) | Вторая лига Украины  | 24        | 5         | 1     | 1     |           |           |      |      |
| 2016/17 | Колос (Ковелёвка) | Первая лига Украины  | 22        | 3         |       |       |           |           |      |      |
| 2017/18 | Колос (Ковелёвка) | Первая лига Украины  | 26        | 0         | 1     | 4     |           |           |      |      |
| 2018/19 | Колос (Ковелёвка) | Первая лига Украины  | 26        | 3         | 1     | 0     |           |           |      |      |
| 2019/20 | Колос (Ковелёвка) | Премьер-лига Украины | 28        | 2         | 1     | 0     |           |           |      |      |
| 2020/21 | Колос (Ковелёвка) | Премьер-лига Украины | 25        | 5         | 1     | 0     | 2         | 0         |      |      |
| 2021/22 | → Полесье         | Первая лига Украины  | 15        | 3         | 1     | 0     |           |           |      |      |